# Víctor Farías
Víctor Ernesto Farías Soto (Santiago, 1940) é um filósofo e historiador conhecido por seus estudos sobre a influência intelectual do nazismo na atualidade. Tornou-se conhecido por duas obras polêmicas: uma sobre Martin Heidegger, intitulada Heidegger e o nazismo, onde afirma que ele sempre se manteve leal ao ideário da SA; e outra sobre Salvador Allende, intitulada Allende: Antissemitismo e eutanásia, onde trata dos projetos de lei de Allende para a saúde e analisa sua tese de  medicina.

## Biografia
Farías nasceu em Santiago em 1940. Graduou-se em Germanística e Filosofia pela Universidade Católica do Chile, dedicando-se sobre pensadores alemães como Martin Heidegger e Eugen Fink.
Lecionou na Universidade Católica do Chile entre 1961 e 1962. Doutorou-se em filosofia pela Universidade de Friburgo, onde estudou de 1963 a 1971. Durante essa estadia, foi aluno de Heidegger, e participou do seminário privado dado por ele sobre Heráclito em 1967.
Em 1987, Farías publicou na França o livro Heidegger et le nazisme, que gerou atenção internacional e foi publicado em 14 países, dentre os quais o Brasil.

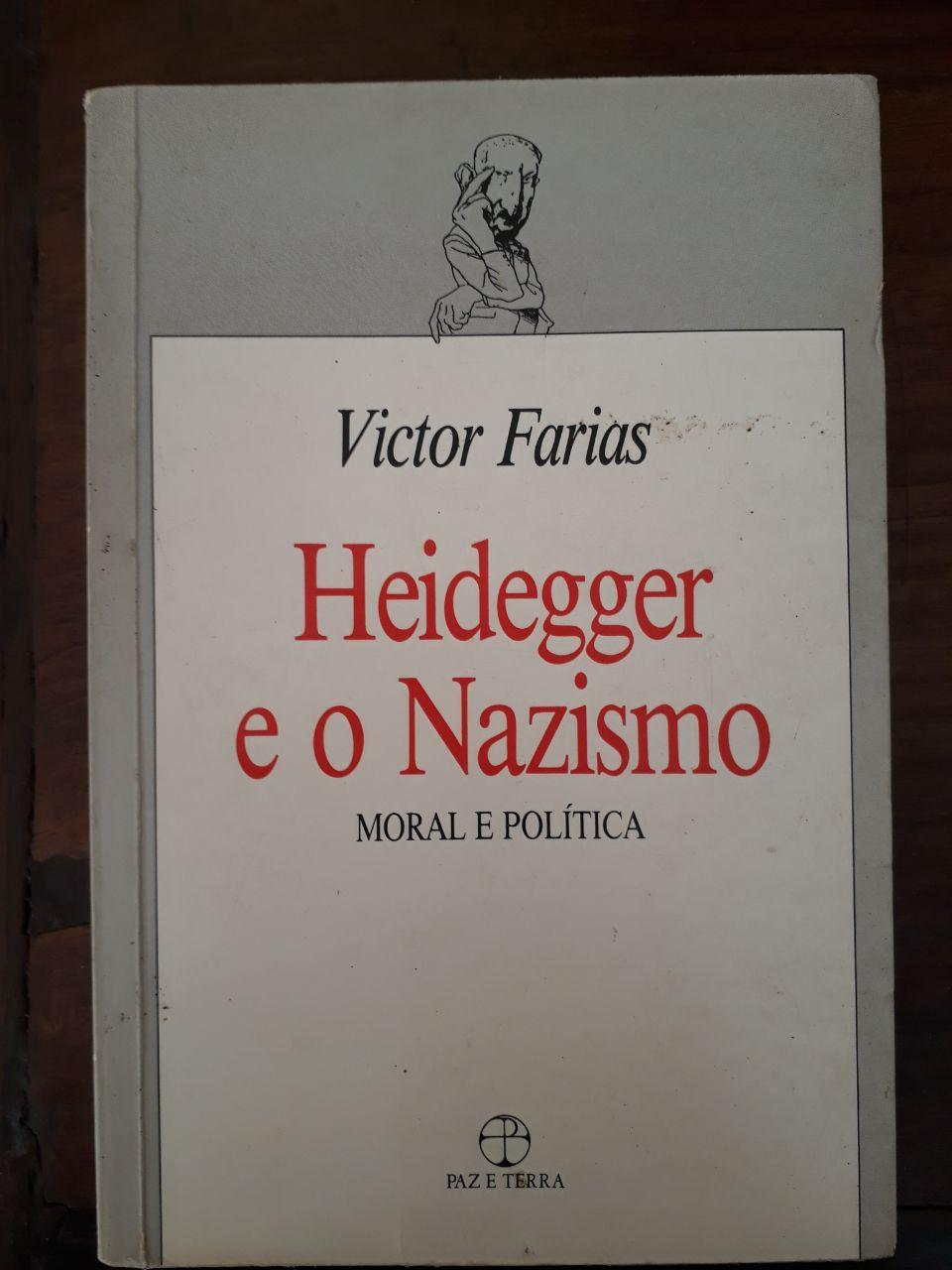
Capa da edição brasileira (Paz e Terra, 1988) de "Heidegger et le nazisme".

Farías gerou controvérsia em 2005 com a publicação do livro "Salvador Allende: Anti-semitismo e eutanásia", no qual estudou a tese de Allende a quem acusou de expressar ideias antissemitas e de ser partidário do Partido Nazista na Alemanha em suas idéias de esterilização.

## Obra
- Los manuscritos de Melquíades, 1981.
- La estética de la agresión, 1984.
- Heidegger et le Nazisme. Verdier, 1987.
Edição brasileira: Heidegger e o Nazismo. Paz e Terra, 1988. Trad. Sieni Maria Campos.
- La Izquierda Chilena: Documentos para el estudio de su línea estratégica (1969-1973), 2001. ISBN 978-393-2089-35-0
- Los Nazis en Chile (2 Tomos), 2003. ISBN 978-843-2208-49-2
- Salvador Allende: Antisemitismo y eutanasia, 2005. ISBN 956-8433-00-7 
Edição brasileira: Salvador Allende: Anti-semitismo e eutanásia. Novo Século, 2006. Trad. Grace Khawali.
- Salvador Allende: El fin de un mito., 2006. 	ISBN 956-8433-06-6
- La muerte del camaleón. La Democracia Cristiana Chilena y su Descomposición. Jacques Martitain, Eduardo Frei Montalva y el populismo Cristiano, 2008. ISBN 978-956-8433-20-8
- Los documentos secretos de Salvador Allende: La caja de fondos en La Moneda, 2010. ISBN 978-956-8433-33-8
- Heidegger y su herencia: Los neonazis, el neofascismo y el fundamentalismo islámico, 2010. ISBN 978-84-309-5018-8 
Edição brasileira: Heidegger e sua herança: o neonazismo, o neofascismo e o fundamentalismo islâmico. É Realizações, 2017. Trad. Antonio Fernando Souza Borges.
- Ricardo Lagos y el Chile Nuevo, 2013. ISBN 978-956-8433-41-3
- Los Nazis en Chile, 2015. Versão refundida e atualizada. 	ISBN 978-988-142-590-4